# Майор Данди
«Майор Данди» (англ. Major Dundee) — кинофильм в жанре вестерн режиссёра Сэма Пекинпы, вышедший на экраны в 15 марта 1965 года.

## Сюжет
Эймос Данди после неудачи в сражении при Геттисберге разжалован и вынужден возглавить лагерь военнопленных конфедератов на территории штата Нью-Мексико. После того, как на местное ранчо нападает отряд апачей, Данди решает начать борьбу с ними, чтобы восстановить своё доброе имя. Собрав отряд из солдат армии Союза, военнопленных из лагеря, местных жителей и индейских проводников, он отправляется в Мексику в погоню за индейцами. Командир конфедератов и старый враг Данди Тайрин галантно соглашается забыть старую вражду и помочь Данди, но только до тех пор, пока главарь апачей не будет пойман.

## В ролях
- Чарлтон Хестон — майор Эймос Данди
- Ричард Харрис — капитан Бенджамин Тайрин
- Джим Хаттон — лейтенант Грэм
- Джеймс Коберн — Сэмюэл Поттс
- Майкл Андерсон-младший — Тим Райан
- Сента Бергер — Тереса Сантьяго
- Марио Адорф — сержант Гомес
- Брок Питерс — Эзоп
- Уоррен Оутс — О. У. Хэдли
- Бен Джонсон — сержант Чиллум
- Р. Г. Армстронг — преподобный Дальстром
- Л. К. Джонс — Артур Хэдли
- Слим Пикенс — Уайли
- Даб Тейлор — Бенджамин Прайам
- Аурора Клавель — Мелинче

## История создания
Во время создания фильма Сэм Пекинпа несколько раз вступал в конфликт со студией Columbia Pictures. Из-за алкогольной зависимости режиссёра и постоянных ссор на площадке съёмками ряда эпизодов был вынужден руководить Чарлтон Хестон, большой поклонник Пекинпы. Он также отказался от вознаграждения в пользу бюджета фильма, когда съёмки находились под угрозой срыва.
По желанию продюсера и студии фильм был сильно сокращён, из него был исключён ряд сцен, признанных слишком кровавыми. Также к фильму против желания режиссёра был добавлен претенциозный саундтрек и вступительная песня.
В конечном счёте фильм был холодно принят критиками и на долгие годы получил славу «потерянного шедевра», которым он стал из-за вмешательства студии в работу режиссёра.
В 2005 году на DVD была выпущена новая версия фильма, в которую вошли некоторые фрагменты, ранее изъятые против желания режиссёра. Также для фильма был написан новый саундтрек.

## Художественные особенности
Сценарий, вопреки заявлениям его создателей, не основан на реальных событиях и содержит ряд исторических неточностей. Во время Гражданской войны армия Федерации действительно была вынуждена включить в свои ряды пленных конфедератов, ранее отбывавших заключение в тюрьмах Техаса, чтобы бороться с индейцами. Но в таких смешанных отрядах, как отряд Данди, не наблюдалось никаких конфликтов, бывшие конфедераты честно сражались на стороне Федерации.
Критики также прослеживают множество параллелей между персонажами фильма и романом Германа Мелвилла «Моби Дик».